# ŽNK Ivankovo
ŽNK Ivankovo je ženski nogometni klub iz Ivankova.

## Povijest
Ženski nogometni klub u Ivankovu osnovan je 9. rujna 2004. pod nazivom Ženski nogometni klub Bedem-Vinkoprom, a od 8. rujna 2008. nosi naziv Ženski nogometni klub Ivankovo.  
Trenutačno se natječe u 2. hrvatskoj nogometnoj ligi za žene - istok.